# Semi-deserto di Badkhyz e Karabil
Il semi-deserto di Badkhyz e Karabil (codice ecoregione: PA1306) è un'ecoregione che comprende gli altopiani collinosi che si estendono a nord dell'Hindu Kush, in Asia centrale, occupando l'Afghanistan settentrionale, il Turkmenistan meridionale, l'Uzbekistan meridionale e piccola parte delle confinanti aree di Iran e Tagikistan. La regione di Badkhyz presenta un peculiare ecosistema di savana xerofila dall'aspetto simile a quello dell'Africa orientale, dove le acacie sono però sostituite dagli alberi di pistacchio. Ospita popolazioni di asino selvatico asiatico (kulan), gazzella gozzuta (dzheiran), iena striata e (in numero ristretto) leopardo. Altri animali rari o minacciati di estinzione qui presenti sono l'urial, il tasso del miele, la puzzola marmorizzata, l'istrice indiano, l'avvoltoio monaco e un gran numero di roditori, uccelli e rettili. Spettacolari depressioni salate con collinette di roccia basaltica ospitano un certo numero di piante alofile. Badkhyz si trova lungo una delle rotte dell'antica via della seta, ma la regione è stata in gran parte abbandonata e desertificata durante il Medioevo.

## Territorio
La regione di Badkhyz e Karabil è situata tra gli altopiani collinosi a nord del Paropamiso, la catena montuosa più settentrionale del gruppo dell'Hindu Kush. È delimitata a ovest dal fiume Tedzhen (Hari Rud), che separa il Turkmenistan dall'Iran a ovest e dall'Afghanistan a sud, e dai monti Kugitang a est. L'area tra i fiumi Tedzhen e Murghab viene chiamata Badkhyz, quella più a est Karabil.
I terreni argillosi e sabbiosi dell'ecoregione giacciono su uno spesso strato di depositi continentali costituiti prevalentemente da rocce sedimentarie (arenaria e aleurolite) con occasionali affioramenti vulcanici. L'odierno altopiano è il risultato della combinazione dell'orogenesi neogenica e quaternaria con l'erosione e la deflazione. Il rilievo che ha subito gli effetti dell'erosione è costituito da antiche valli e bacini, levigati dalla deflazione. L'altopiano di Badkhyz si innalza fino a 1225 m e le sue colline (bair) raggiungono un'altezza relativa di 200. Caratteristiche della regione sono le depressioni colmate da depositi di sale (solonchak), come la vastissima depressione di Yer-Oilan-Duz nella parte sud-orientale di Badkhyz. Il clima della regione è caratterizzato dalla marcata stagionalità delle precipitazioni (200-240 mm all'anno), che si verificano solamente in inverno/inizio primavera, dando luogo a una stagione di crescita precoce e breve, seguita da una prolungata siccità da maggio a ottobre. La temperatura media annuale è di 16,8 °C, con un massimo di 47 °C e un minimo di -32 °C. Il periodo caldo si protrae per 230 giorni.

## Flora
La fauna e la flora dell'ecoregione di Badkhyz-Karabil rende ben manifesta la sua posizione geografica tra le catene montuose del Kopet Dag, del Paropamiso e del Kugitang a sud e la vasta distesa di sabbia del Karakum a nord. Gli spettacolari altopiani collinosi sono ricoperti da quel che rimane della «savana» alberata di pistacchi selvatici (Pistacia vera), con comunità erbacee dove prevalgono carici del deserto (Carex pachystylis), Poa bulbosa e piante efemeroidi. La distesa di pistacchi più estesa sopravvissuta fino a oggi si trova nella riserva di Badkhyz e copre una superficie di 760 km². Nell'ecoregione vi sono oltre 1100 specie di piante vascolari, di cui 75 endemiche (come Cousinia badhysi, Ferula badrakema e Tulipa kuschkensis). 650 specie di piante vascolari sono state censite nella sola riserva di Badkhyz. Tra queste figurano rappresentanti dei generi Eremurus, Allium, Ixiolirion, Tulipa, Rhamnus, Atraphaxis, Euphorbia, Salvia, Amberboa, Calligonum, Cousinia, Astragalus e Ferula. La vegetazione è dominata da erbe efemerali (annuali) ed efemeroidi (perenni), con prevalenza di specie appartenenti alle famiglie Poaceae, Brassicaceae, Asteraceae, Caryophyllaceae e Boraginaceae. La maggior parte delle piante perenni sono specie proprie dei deserti o delle colline aride.

## Fauna
L'ecoregione ospita almeno 40 specie di mammiferi, 270 specie di uccelli (di cui 117 nidificano nella riserva di Badkhyz) e 40 specie di rettili. Tra i mammiferi più comuni vi sono la volpe (Vulpes vulpes), il lupo (Canis lupus), lo sciacallo dorato (Canis aureus), il gatto selvatico (Felis silvestris), la donnola (Mustela nivalis), i citelli (Spermophilus), i gerbilli (Rhombomys, Meriones), le arvicole (Microtus), i criceti (Calomyscus) e i ricci del deserto (Hemiechinus); tra gli uccelli, le allodole (Galerida), le tortore (Streptopelia), i culbianchi (Oenanthe), il grifone eurasiatico (Gyps fulvus), il falco sacro (Falco cherrug), il gheppio comune (F. tinnunculus), gli sparvieri (Accipiter nisus, A. badius), la poiana codabianca (Buteo rufinus), il nibbio bruno (Milvus migrans), gli zigoli (Emberiza), le silvie (Sylvia) e le averle (Lanius). In quel che rimane delle foreste rivierasche e delle zone umide lungo i fiumi Murghab e Tedzhen vive un certo numero di uccelli acquatici.
Tra i rettili più comuni dell'ecoregione vi sono le agame (Trapelus, Paralaudakia), le eremie (Eremias), gli scinchi (Ablepharus, Eumeces), i gechi (Cyrtopodion), i colubri (Coluber, Elaphe, Ptyas), la vipera levantina (Macrovipera lebetina), il tiflope (Xerotyphlops vermicularis) e il cobra del Caspio (Naja oxiana). Tra gli invertebrati della savana, le termiti giocano un ruolo importante nella formazione del suolo; i loro passaggi sotterranei raggiungono quasi il livello della falda freatica. Le vaste depressioni saline con affioramenti di roccia basaltica (lago Yer-Oilan-Duz) ospitano un certo numero di vertebrati e invertebrati alofili, molti dei quali rari o endemici, come il geco Bunopus tuberculatus e lo scorpione Kraepelinia palpator.
Il grande carnivoro più spettacolare della regione, la tigre del Caspio (Panthera tigris virgata), era ancora presente in questa ecoregione nel XIX secolo (nei tugai, le foreste rivierasche tipiche dell'Asia centrale, lungo il fiume Murghab), ma venne cacciata fino all'estinzione circa 120 anni fa. Nel corso del XX secolo, l'ecoregione ha perso un altro grande carnivoro, il ghepardo asiatico (Acinonyx jubatus venaticus), una sottospecie in pericolo di estinzione. Tra il 1930 e il 1957 a Badkhyz vennero uccisi o catturati 25 ghepardi, e circa 70 ne furono segnalati. I ghepardi venivano avvistati spesso sia a Badkhyz sia nel Karabil fino alla fine degli anni '50. L'animale è ancora presente con uno scarso numero di individui nell'Iran nord-orientale, ma è ormai estinto nel Turkmenistan. La reintroduzione di questa specie chiave nella riserva di Badkhyz sarebbe consigliabile per il ripristino della catena alimentare locale. Un altro grande mammifero scomparso dalla fauna locale negli anni '50 è la capra selvatica (Capra aegagrus), che però è ancora presente nelle aree che confinano a ovest con questa ecoregione.
Molte specie animali diffuse nell'ecoregione di Badkhyz-Karabil sono in pericolo di estinzione o figurano sul libro rosso delle specie minacciate del Turkmenistan: il tasso del miele (Mellivora capensis), la lontra (Lutra lutra, presente unicamente nella valle del Murghab), la volpe corsac (Vulpes corsac), il leopardo (Panthera pardus), il caracal (Caracal caracal), l'asino selvatico asiatico (Equus hemionus), la gazzella gozzuta (Gazella subgutturosa), l'urial (Ovis orientalis), l'avvoltoio monaco (Aegypius monachus), l'aquila imperiale (Aquila heliaca), il biancone eurasiatico (Circaetus gallicus), il grillaio (Falco naumanni) e il varano del deserto (Varanus griseus). Una specie di rettile in pericolo di estinzione, ma qui relativamente comune, è la testuggine delle steppe asiatica (Testudo horsfieldii).

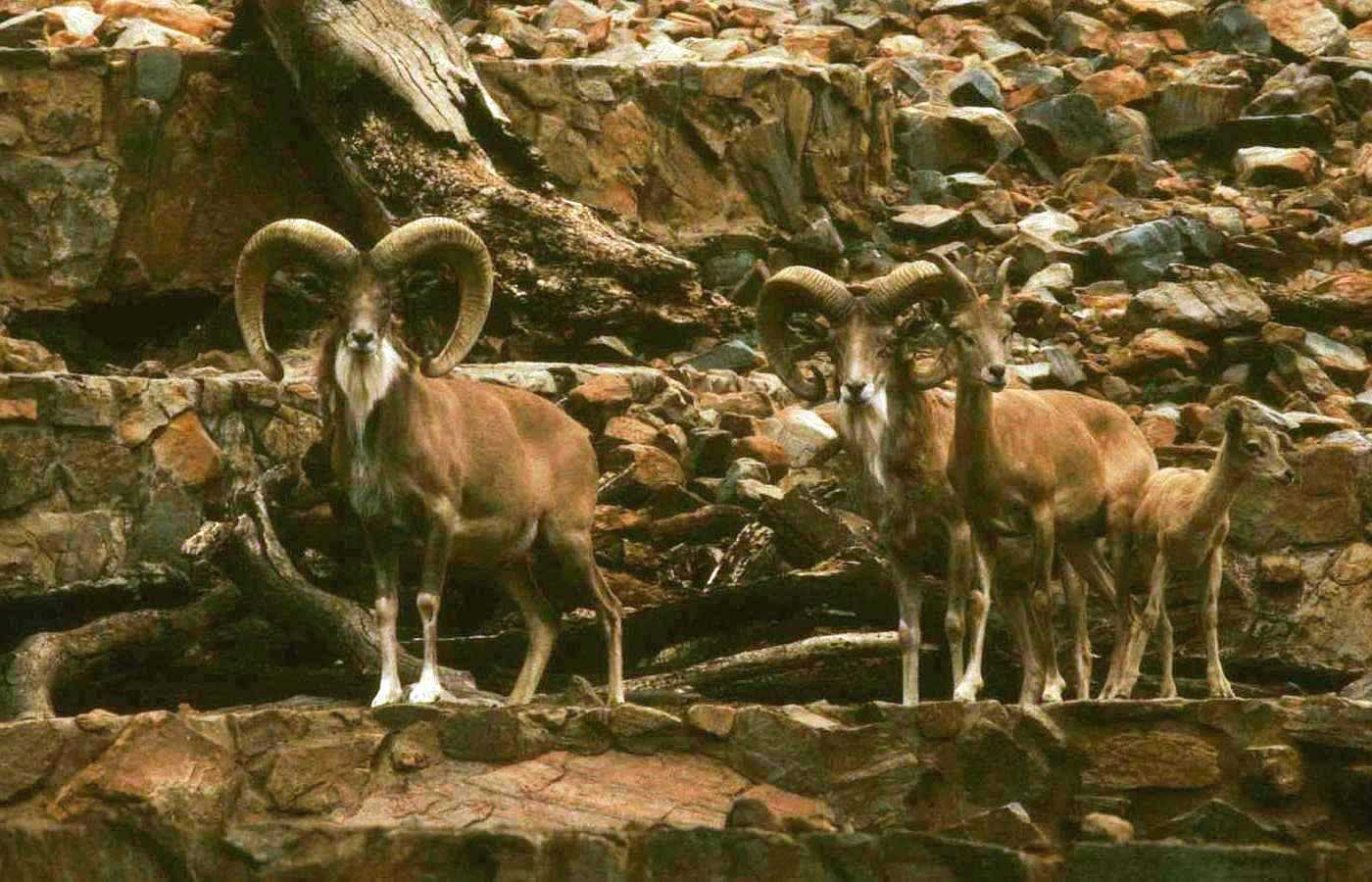
L'urial.

Il leopardo (Panthera pardus saxicolor) è ancora diffuso nella parte occidentale, più montuosa, della riserva di Badkhyz (monti Gyaz-Gedyk). Negli anni '40, la popolazione qui presente era piuttosto numerosa (14 esemplari furono abbattuti in un'area di 500 km²). Al giorno d'oggi, il leopardo è relativamente raro in quest'area (ne è stata stimata una popolazione di circa 10-15 esemplari). La iena striata (Hyaena hyaena) è un altro grande carnivoro e spazzino presente ancora in questa ecoregione. La sua popolazione sta crescendo a seguito dell'aumento del numero degli ungulati.
Il kulan (Equus hemionus kulan) è la sottospecie di asino selvatico asiatico presente attualmente solo in questa ecoregione. Durante il XIX secolo, migliaia di asini vagavano per il Turkmenistan, ma nel 1935 ne rimanevano solamente circa 500, tutti quanti a Badkhyz. Il loro numero continuò a diminuire fino a quando, nel 1941, non venne istituita la riserva di Badkhyz, con il preciso scopo di proteggere il kulan. Sebbene all'epoca ne rimanessero solamente 250 esemplari, negli anni '80-'90 il loro numero aveva mostrato una certa ripresa grazie alle misure di protezione. Nel 1995-96 nella riserva di Badkhyz vivevano circa 7300 kulan e la specie veniva ormai considerata al sicuro. La sovrappopolazione dei kulan portò al danneggiamento dell'ambiente naturale e delle terre agricole circostanti. Purtroppo, a causa del calo del personale e di un programma di gestione sostenibile, si sviluppò un forte bracconaggio che portò al grave declino della popolazione: nel maggio 2000 furono censiti solamente circa 300 kulan. Dal 2001 il WWF, in collaborazione con il ministero dell'ambiente del Turkmenistan, ha portato avanti un apposito piano di conservazione, grazie alla quale l'ecoregione ospita adesso non meno di 600 esemplari di kulan.
La gazzella gozzuta (Gazella subgutturosa) era molto numerosa in Turkmenistan nella prima metà del XX secolo, ma è stata decimata dalla caccia. Oggi, tuttavia, la riserva di Badkhyz è l'unico luogo dove le gazzelle sono relativamente al sicuro; la loro popolazione, che contava tra le 3000 e le 4000 unità, è costituita oggi da circa 500-700 esemplari. Il terzo grande ungulato presente a Badkhyz è l'urial (Ovis orientalis), anch'esso fortemente danneggiato dalla caccia, ma ancora relativamente comune nella riserva (le stime più recenti indicano una popolazione di circa 700 esemplari, tuttavia non superiore alle 1000 unità). Perfino qui, comunque, il numero di esemplari è in diminuzione a causa del degrado ambientale e della caccia.

## Conservazione
Badkhyz si trova su una delle rotte dell'antica via della seta, ma la regione è stata in gran parte abbandonata e desertificata durante il Medioevo.
Il Turkmenistan è uno stato di recente istituzione che sta iniziando solo ora ad applicare le sue leggi in materia ambientale. Il paese ha firmato la Convenzione sulla biodiversità nel 1996. Attualmente, un'area protetta appositamente istituita per preservare l'ambiente originario di questa ecoregione è la riserva di Badkhyz, istituita nel 1941 (876,8 km²). A causa della scarsità dei fondi, le organizzazioni per la conservazione della natura e la ricerca in Turkmenistan hanno subito un forte calo negli ultimi 30 anni. La riserva naturale esistente a Badkhyz è priva di una gestione efficace e il paesaggio unico che protegge potrebbe essere alterato in modo irreversibile.